# Міндаугас Ежерскіс
Міндаугас Ежерскіс (лит. Mindaugas Ežerskis; нар. 2 серпня 1977, Таураге, Тауразький повіт, Литовська РСР) — литовський борець греко-римського стилю та тренер, срібний призер чемпіонату світу, бронзовий та дворазовий срібний призер чемпіонатів Європи, учасник трьох Олімпійських ігор.

## Життєпис
Боротьбою займається з 1984 року. Срібний призер чемпіонату світу 1994 року серед юніорів. Срібний призер чемпіонату Європи 1995 року серед юніорів.
Виступав за спортивний клуб «Hallbergmos». Тренери: Відас Палецкіс (з 1994), Руслан Вартанов (з 2002), Григорій Казовський (з 2003).
Після завершення кар'єри борця перейшов на тренерську роботу. З 2011 року тренує Мантаса Кністаутаса — бронзового призера Чемпіонату світу з боротьби 2020 року. З 2012 — Едгараса Венцкайтіса, який на Чемпіонаті світу з боротьби 2014 року виборов бронзову нагороду.

## Спортивні результати на міжнародних змаганнях

### Виступи на Олімпіадах
| Змагання                                   | Збірна | Вагова категорія                 | Місце |
| ------------------------------------------ | ------ | -------------------------------- | ----- |
| Боротьба на літніх Олімпійських іграх 2000 | Литва  | греко-римська боротьба, до 97 кг | 8     |
| Боротьба на літніх Олімпійських іграх 2004 | Литва  | греко-римська боротьба, до 96 кг | 13    |
| Боротьба на літніх Олімпійських іграх 2008 | Литва  | греко-римська боротьба, до 96 кг | 6     |

### Виступи на Чемпіонатах світу
| Змагання                        | Збірна | Вагова категорія                 | Місце  |
| ------------------------------- | ------ | -------------------------------- | ------ |
| Чемпіонат світу з боротьби 1998 | Литва  | греко-римська боротьба, до 97 кг | 17     |
| Чемпіонат світу з боротьби 1999 | Литва  | греко-римська боротьба, до 97 кг | 23     |
| Чемпіонат світу з боротьби 2001 | Литва  | греко-римська боротьба, до 97 кг | 22     |
| Чемпіонат світу з боротьби 2002 | Литва  | греко-римська боротьба, до 96 кг | 14     |
| Чемпіонат світу з боротьби 2003 | Литва  | греко-римська боротьба, до 96 кг | 12     |
| Чемпіонат світу з боротьби 2006 | Литва  | греко-римська боротьба, до 96 кг | 27     |
| Чемпіонат світу з боротьби 2007 | Литва  | греко-римська боротьба, до 96 кг | Срібло |

### Виступи на Чемпіонатах Європи
| Змагання                         | Збірна | Вагова категорія                 | Місце  |
| -------------------------------- | ------ | -------------------------------- | ------ |
| Чемпіонат Європи з боротьби 1996 | Литва  | греко-римська боротьба, до 82 кг | 19     |
| Чемпіонат Європи з боротьби 1997 | Литва  | греко-римська боротьба, до 97 кг | 12     |
| Чемпіонат Європи з боротьби 1998 | Литва  | греко-римська боротьба, до 97 кг | 5      |
| Чемпіонат Європи з боротьби 1999 | Литва  | греко-римська боротьба, до 97 кг | 12     |
| Чемпіонат Європи з боротьби 2001 | Литва  | греко-римська боротьба, до 97 кг | 15     |
| Чемпіонат Європи з боротьби 2002 | Литва  | греко-римська боротьба, до 96 кг | 8      |
| Чемпіонат Європи з боротьби 2003 | Литва  | греко-римська боротьба, до 96 кг | 8      |
| Чемпіонат Європи з боротьби 2005 | Литва  | греко-римська боротьба, до 96 кг | Бронза |
| Чемпіонат Європи з боротьби 2007 | Литва  | греко-римська боротьба, до 96 кг | 15     |
| Чемпіонат Європи з боротьби 2008 | Литва  | греко-римська боротьба, до 96 кг | 16     |
| Чемпіонат Європи з боротьби 2009 | Литва  | греко-римська боротьба, до 96 кг | Срібло |
| Чемпіонат Європи з боротьби 2012 | Литва  | греко-римська боротьба, до 96 кг | Срібло |

### Виступи на інших змаганнях
| Змагання                                                             | Збірна | Вагова категорія                  | Місце  |
| -------------------------------------------------------------------- | ------ | --------------------------------- | ------ |
| Ігри Балтійського моря 1997                                          | Литва  | греко-римська боротьба, до 97 кг  | Бронза |
| Кубок Вантаа з боротьби 1997                                         | Литва  | греко-римська боротьба, до 97 кг  | 5      |
| Кубок Вантаа з боротьби 1998                                         | Литва  | греко-римська боротьба, до 97 кг  | Срібло |
| Всесвітні ігри військовослужбовців 1999                              | Литва  | греко-римська боротьба, до 97 кг  | Бронза |
| Олімпійський кваліфікаційний турнір з боротьби 2000 (Фаенца)         | Литва  | греко-римська боротьба, до 97 кг  | Срібло |
| Олімпійський кваліфікаційний турнір з боротьби 2000 (Клермон-Ферран) | Литва  | греко-римська боротьба, до 97 кг  | Золото |
| Олімпійський кваліфікаційний турнір з боротьби 2000 (Ташкент)        | Литва  | греко-римська боротьба, до 97 кг  | 10     |
| Чемпіонат світу з боротьби серед військовослужбовців 2001            | Литва  | греко-римська боротьба, до 97 кг  | Бронза |
| Чемпіонат світу з боротьби серед військовослужбовців 2002            | Литва  | греко-римська боротьба, до 96 кг  | Бронза |
| Чемпіонат світу з боротьби серед військовослужбовців 2003            | Литва  | греко-римська боротьба, до 96 кг  | Бронза |
| Олімпійський кваліфікаційний турнір з боротьби 2004 (Новий Сад)      | Литва  | греко-римська боротьба, до 96 кг  | Срібло |
| Гран-прі Німеччини з боротьби 2005                                   | Литва  | греко-римська боротьба, до 96 кг  | 10     |
| Золотий Гран-прі з боротьби 2006                                     | Литва  | греко-римська боротьба, до 96 кг  | 5      |
| Чемпіонат світу з боротьби серед військовослужбовців 2006            | Литва  | греко-римська боротьба, до 96 кг  | Срібло |
| Всесвітні ігри військовослужбовців 2007                              | Литва  | греко-римська боротьба, до 96 кг  | Бронза |
| Чемпіонат світу з боротьби серед військовослужбовців 2008            | Литва  | греко-римська боротьба, до 96 кг  | Бронза |
| Чемпіонат світу з боротьби серед військовослужбовців 2010            | Литва  | греко-римська боротьба, до 120 кг | 5      |
| Меморіал Кристьяна Палусалу 2011                                     | Литва  | греко-римська боротьба, до 120 кг | 14     |
| Меморіал Олега Караваєва 2011                                        | Литва  | греко-римська боротьба, до 96 кг  | 9      |
| Турнір Германа Каре 2012                                             | Литва  | греко-римська боротьба, до 96 кг  | Срібло |
| Турнір Дана Колова — Николи Петрова 2012                             | Литва  | греко-римська боротьба, до 96 кг  | 19     |
| Олімпійський кваліфікаційний турнір з боротьби 2012 (Тайюань)        | Литва  | греко-римська боротьба, до 96 кг  | 5      |
| Олімпійський кваліфікаційний турнір з боротьби 2012 (Гельсінкі)      | Литва  | греко-римська боротьба, до 96 кг  | 5      |

### Виступи на змаганнях молодших вікових груп
| Змагання                                          | Збірна | Вагова категорія                 | Місце  |
| ------------------------------------------------- | ------ | -------------------------------- | ------ |
| Північний чемпіонат з боротьби серед юніорів 1994 | Литва  | греко-римська боротьба, до 82 кг | Срібло |
| Чемпіонат світу з боротьби серед юніорів 1994     | Литва  | греко-римська боротьба, до 81 кг | Срібло |
| Чемпіонат Європи з боротьби серед юніорів 1995    | Литва  | греко-римська боротьба, до 88 кг | Срібло |
| Чемпіонат Європи з боротьби серед юніорів 1997    | Литва  | греко-римська боротьба, до 90 кг | 6      |
| Чемпіонат світу з боротьби серед юніорів 1997     | Литва  | греко-римська боротьба, до 90 кг | 9      |
| Чемпіонат світу з боротьби серед кадетів 1993     | Литва  | греко-римська боротьба, до 76 кг | 8      |